# قشلاق اجاق ۱
قشلاق اجاق ۱ یک منطقهٔ مسکونی در ایران است که در دهستان قشلاق غربی واقع شده‌است. قشلاق اجاق ۱ ۹۹ نفر جمعیت دارد.